# 熊田亮介
熊田 亮介（くまた りょうすけ、1947年 - ）は、日本の歴史学者、秋田大学名誉教授。専門は日本古代史。

## 経歴
秋田県秋田市生まれ。1972年、東北大学大学院文学研究科修士課程修了。新潟大学教育学部助教授を経て、1993年、秋田大学教育学部（現：教育文化学部）教授。2002年に東北大学より博士（文学）の学位授与。

## 著書

### 単著
- 『古代国家と東北』 吉川弘文館、2003年 ISBN 4642023917 オンデマンド版　2023年10月　ISBN　9784642723916
- 『狩野文庫本類聚三代格』 吉川弘文館、1989年 ISBN 464202235X

### 編著・共著
- 『古代天皇制を考える 日本の歴史08』 講談社、2001年（文庫版2009年） ISBN 4062919087
- 『日本海域歴史大系 (第2巻)』 清文堂出版、2006年 ISBN 4792405823
- 『九世紀の蝦夷社会』 高志書院、2007年 ISBN 4862150187
- 『秋田県の歴史 (県史)』 山川出版社、2001年 ISBN 4634320509